# Rue des Fillettes (Aubervilliers et Saint-Denis)
Pour les articles homonymes, voir Rue des Fillettes.
La rue des Fillettes est une voie de communication  qui constitue la limite entre les villes d'Aubervilliers et de Saint-Denis, qui — après la coupure due au boulevard périphérique et, plus au sud, à diverses installations ferroviaires — se situe dans le prolongement, à Paris, de l'impasse des Fillettes et de la rue des Fillettes (Paris).

## Situation et accès

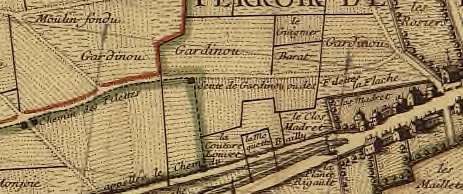
Chemin des Fillettes en 1707, sur le plan de Loriot et Inselin (Gallica).

Au sud, elle commence à l'avenue des Magasins-Généraux. Elle rencontre la rue Proudhon au niveau de la place du Front populaire.
Plus loin, elle marque le départ de la rue de la Montjoie sur sa gauche, et, sur sa droite, de la rue de Saint-Gobain et se termine au carrefour avec la rue du Landy, au lieu-dit les Gauguiers..
Bien que véritablement urbanisée à partir de 1900, son tracé fait partie des voies anciennes des environs: rues du Pilier, du Landy, de la Haie-Coq et avenue Victor-Hugo,.

## Origine du nom
Ce nom est attesté depuis 1704. Il proviendrait d'un lieu-dit dont l'origine pourrait être la remise des fillettes (ou remise des bornes), c'est-à-dire les filles du Lendit, situé vers l'emplacement du cimetière de la Chapelle.

## Historique
Dans les processions publiques, sur ce chemin qui va de Paris et Saint-Denis, on appelait Fillettes de Saint-Jean les communautés religieuses de Saint-Benoît, dits les Blancs-Manteaux, des Carmes-Billettes, des Capucins qui avaient remplacé les Haudriettes, et des enfants de l'hôpital du Saint-Esprit,,. Saint-Jean était originairement la chapelle baptismale de Saint-Gervais.

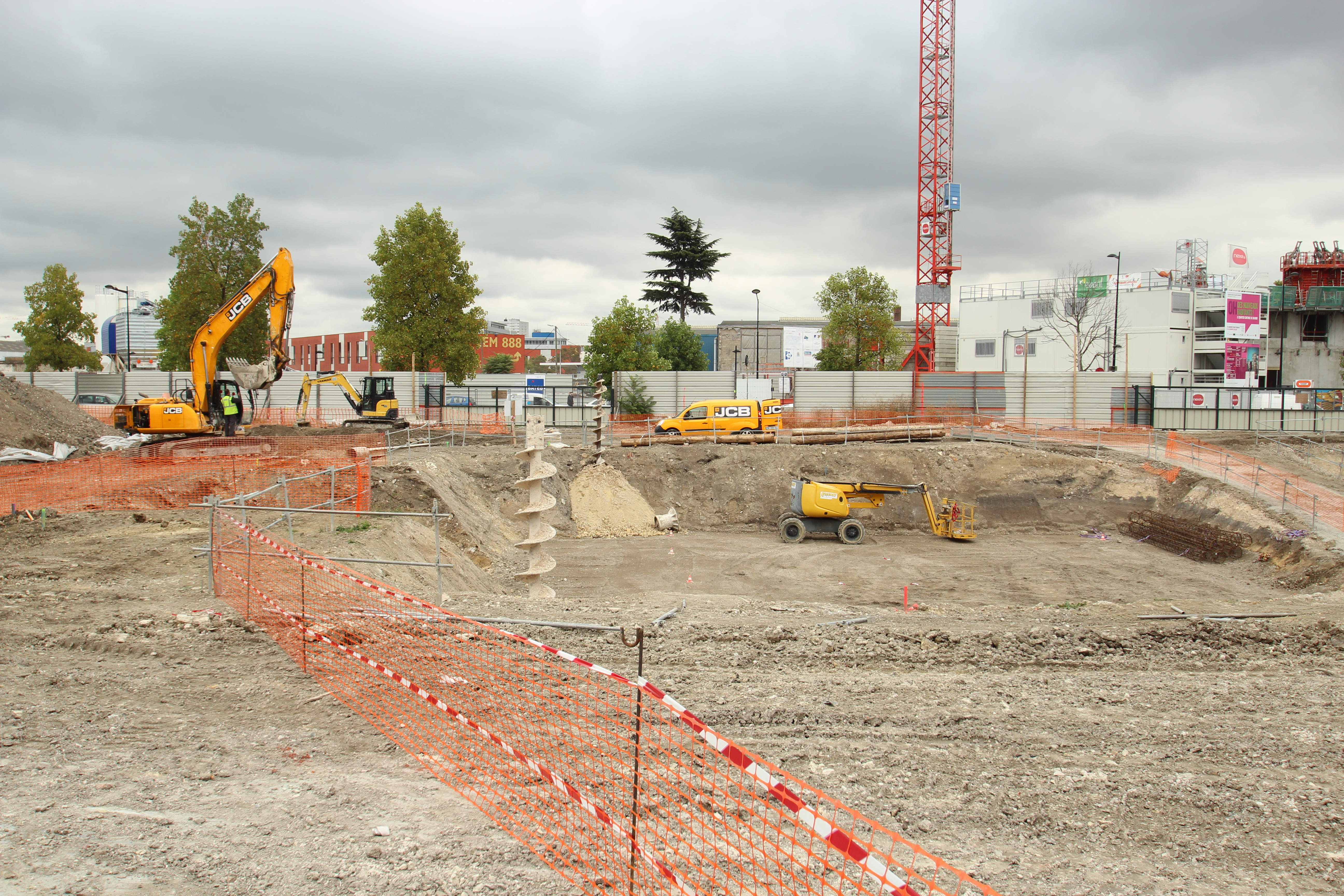
Chantier du campus Condorcet, rue des Fillettes à Aubervilliers, 22 septembre 2017.

Au XIXe siècle, elle fait partie d'une vaste zone industrielle à caractère prédominant de produits métallurgiques et de produits chimiques.
Dans le cadre de la candidature de Paris pour les Jeux Olympiques de 2012, cette voie avait été pressentie pour être transformée en parc sportif.
La rue des Fillettes est aujourd’hui en pleine mutation avec l’arrivée en 2019 du Campus Condorcet, pôle universitaire consacré aux sciences humaines.
Le tracé de la prolongation du Tramway T8, de Saint-Denis vers Paris (Gare Rosa-Parks), devrait passer par la rue des Fillettes à l’horizon 2023/2024.

## Bâtiments remarquables et lieux de mémoire
- S'y trouvent plusieurs locaux attachés à l'Université Sorbonne-Nouvelle et faisant partie du Campus Condorcet.